# Contea di Harrison (Mississippi)
La contea di Harrison (in inglese Harrison County) è una contea dello Stato del Mississippi, negli Stati Uniti. La popolazione al censimento del 2000 era di 189 601 abitanti. I capoluoghi di contea sono due: Gulfport e Biloxi.
È una delle tre contee del Mississippi che si affaccia sul golfo del Messico.